# U.S. Route 91
U.S. Route 91 (ou U.S. Highway 91) é uma autoestrada dos Estados Unidos.
Faz a ligação do Sul para o Norte. A U.S. Route 91 foi construída em 1926 e tem 120 milhas (193 km).

## Principais ligações
US 30 em McCammon

 Autoestrada 86 em Pocatello